# エイドリアン・ダントリー
エイドリアン・デラノ・ダントリー (Adrian Delano Dantley, 1955年2月28日 - ) は、アメリカ合衆国の元プロバスケットボール選手、指導者。身長196cm、体重94kg。ポジションはスモールフォワード。1980年代のNBAを代表するスコアラーであり、2度の得点王に輝いた。2008年にバスケットボール殿堂入り。

## 経歴

### 学生時代
ワシントンD.C.出身のダントリーは、デマッサ・カトリック高校でスター選手として活躍し、奨学金を得て名門ノートルダム大学に進学した。1年次の1974年、ダントリーやジョン・シューメイトを擁したチームは当時無敵を誇ったUCLAの連勝を88で止める大金星をあげた。翌年以降は絶対的エースとして君臨し、2年次は平均30.4得点、3年次は平均28.6得点を叩き出して両方の年でオールアメリカ1stチームに選出された。大学3年間の成績は平均25.8得点9.8リバウンドであり、通算2,223得点は学校史上3位の記録となっている。また、1976年にはモントリオール五輪アメリカ代表に選ばれ、チーム首位の大会平均19.3得点をあげて2大会ぶりの金メダル獲得に大きく貢献した。

### プロキャリア
1976年、ダントリーはNBAドラフトへのアーリーエントリーを表明し、全体6位でバッファロー・ブレーブスに入団した。1年目から平均20.3得点を記録して新人王とオールルーキー1stチームに選ばれたが、シーズン終了後インディアナ・ペイサーズにトレードされた。1977年ロサンゼルス・レイカーズに移籍し、カリーム・アブドゥル＝ジャバーとともにチームを牽引した。しかし怪我のためジャマール・ウィルクスの台頭を許し、1979年にスペンサー・ヘイウッドと交換でユタ・ジャズにトレードされた。
ジャズ1年目となる1979-80シーズン、ダントリーはリーグ3位の平均28.0得点をあげ、自身初となるオールスターに選ばれた。翌1980-81シーズンは平均30.7得点で得点王を獲得し、オールNBA2ndチームに選出されるなど、名実ともにリーグを代表する選手となった。1981-82シーズンもリーグ3位の平均30.3得点で3年連続のオールスター出場を果たしている。1982-83シーズンには、シカゴ・ブルズ戦で自己最高の57得点をあげたが、シーズン途中で右手首の靭帯を断裂して60試合を欠場した。しかし翌1983-84シーズンに復活し、平均30.6得点で自身2度目の得点王に輝くとともに、オールNBA2ndチームとカムバック賞に選ばれた（なお、シーズン中のヒューストン・ロケッツ戦で記録したフリースロー28本成功はウィルト・チェンバレンと並ぶNBAタイ記録）。ジャズでの最終年となった1985-86シーズンも、リーグ2位の平均29.8得点で6度目のオールスター選出を果たすなど実力は健在であったが、契約交渉でチーム首脳部と対立したためデトロイト・ピストンズに移籍した。ジャズで記録した通算13,635得点は球団史上3位、平均29.6得点は同1位の数字である。
ピストンズではジャズ時代に比べ個人成績は低下したものの、加入から3シーズン連続でチーム得点王となった。アイザイア・トーマス、ジョー・デュマース、ビル・レインビアといったメンバーにダントリーが加わったピストンズはリーグ屈指の強豪となり、1988年に32年ぶりのNBAファイナル進出を果たしたが、第7戦まで及ぶ死闘の末ロサンゼルス・レイカーズに敗れた。翌1988-89シーズン、ピストンズは球団史上最高の勢いで勝ち進んだが、ダントリーは起用法を巡ってチームと衝突し、シーズン途中でダラス・マーベリックスに移籍した。その後、1989-90シーズン途中に足を骨折して戦線離脱し、この年限りでマーベリックスを解雇された。翌1990-91シーズンはフリーエージェントとしてミルウォーキー・バックスと契約し、10試合に出場した。1991年にNBAを離れ、イタリアのプロリーグで1シーズンプレーした後現役を引退した。
NBAでの成績は、955試合の出場で通算23,177得点5,455リバウンド（平均24.3得点5.7リバウンド）、フィールドゴール成功率.540、フリースロー成功率.818であった。通算得点はNBA史上29位、平均得点は同19位にランクされている。また、通算フリースロー成功数6,832本は史上10位の記録である。

### 引退後
ダントリーは1990年代半ばにカレッジでアシスタントコーチとして働いた後、2003年から2011年までデンバー・ナゲッツのアシスタントコーチを務めた。2009-10シーズン途中には、がんで闘病中だったジョージ・カールに代わり、一時的にヘッドコーチとして指揮を執った。
2007年、ダントリーの背番号『4』がユタ・ジャズの永久欠番に指定された。2008年、ダントリーはバスケットボール殿堂入りを果たした。

## プレースタイル・人物
ダントリーはNBA史上を見渡してもひときわ特異な存在であったと言える。身長196cmという体格ながら、パワーフォワードのようにローポストを主戦場とし、高確率のミドルショットやゴール下、さらにフリースローで得点を稼ぐというスタイルは、スモールフォワードとしては極めて例外的であった。フィールドゴール成功率.540はセンター及びパワーフォワード以外の選手としては史上1位で、その得点効率が窺い知れる。また、フリースローを貰う技術は歴代トップクラスであり、キャリアを通じてシーズン成功数1位に5度輝いている。その一方でスリーポイントシュート成功数は通算7本と少ない。これらのことから、ダントリーのインサイドにおける得点能力がいかに卓越していたかが判るだろう。とりわけジャズ時代にはシーズン平均30得点を3度、1試合50得点を6度記録しており、カール・マローンをも凌ぐ球団史上最高のスコアラーであるとの呼び声も高い。
- ダントリーは、生まれつき左右の脚の長さが2インチ近く違ったため、片方のシューズに特注の中敷きを入れてプレーしていた。
- 極めて紳士的な性格でも知られており、ピストンズでチームメイトだったジョン・サリーが彼の影響を公言している。

## 個人成績
| *    | リーグ1位    |
| 太字 | キャリアハイ |

### レギュラーシーズン
| Season   | Team     | GP  | GS  | MPG   | FG%  | 3P%  | FT%  | RPG | APG | SPG | BPG | PPG   |
| -------- | -------- | --- | --- | ----- | ---- | ---- | ---- | --- | --- | --- | --- | ----- |
| 1976–77  | BUF      | 77  | –   | 36.6  | .520 | –    | .818 | 7.6 | 1.9 | 1.2 | 0.2 | 20.3  |
| 1977–78  | IND      | 23  | –   | 41.2  | .499 | –    | .787 | 9.4 | 2.8 | 2.1 | 0.7 | 26.5  |
| 1977–78  | LAL      | 56  | –   | 35.4  | .520 | –    | .801 | 7.2 | 3.4 | 1.3 | 0.1 | 19.4  |
| 1978–79  | LAL      | 60  | –   | 29.6  | .510 | –    | .854 | 5.7 | 2.3 | 1.1 | 0.2 | 17.3  |
| 1979–80  | UTA      | 68  | –   | 39.3  | .576 | .000 | .842 | 7.6 | 2.8 | 1.4 | 0.2 | 28.0  |
| 1980–81  | UTA      | 80  | –   | 42.7* | .559 | .286 | .806 | 6.4 | 4.0 | 1.4 | 0.2 | 30.7* |
| 1981–82  | UTA      | 81  | 81  | 39.8  | .570 | .333 | .792 | 6.3 | 4.0 | 1.2 | 0.2 | 30.3  |
| 1982–83  | UTA      | 22  | 22  | 40.3  | .580 | –    | .847 | 6.4 | 4.8 | 0.9 | 0.0 | 30.7  |
| 1983–84  | UTA      | 79  | 79  | 37.8  | .558 | .250 | .859 | 5.7 | 3.9 | 0.8 | 0.1 | 30.6* |
| 1984–85  | UTA      | 55  | 46  | 35.8  | .531 | –    | .804 | 5.9 | 3.4 | 1.0 | 0.1 | 26.6  |
| 1985–86  | UTA      | 76  | 75  | 36.1  | .563 | .091 | .791 | 5.2 | 3.5 | 0.8 | 0.1 | 29.8  |
| 1986–87  | DET      | 81  | 81  | 33.8  | .534 | .167 | .812 | 4.1 | 2.0 | 0.8 | 0.1 | 21.5  |
| 1987–88  | DET      | 69  | 50  | 31.1  | .514 | .000 | .860 | 3.3 | 2.5 | 0.6 | 0.1 | 20.0  |
| 1988–89  | DET      | 42  | 42  | 31.9  | .521 | –    | .839 | 3.9 | 2.2 | 0.5 | 0.1 | 18.4  |
| 1988–89  | DAL      | 31  | 25  | 34.9  | .462 | .000 | .776 | 4.9 | 2.5 | 0.6 | 0.2 | 20.3  |
| 1989–90  | DAL      | 45  | 45  | 28.9  | .477 | .000 | .787 | 3.8 | 1.8 | 0.4 | 0.2 | 14.7  |
| 1990–91  | MIL      | 10  | 0   | 12.6  | .380 | .333 | .692 | 1.3 | 0.9 | 0.5 | 0.0 | 5.7   |
| Career   | Career   | 955 | 546 | 35.8  | .540 | .171 | .818 | 5.7 | 3.0 | 1.0 | 0.2 | 24.3  |
| All-Star | All-Star | 6   | 5   | 21.7  | .426 | –    | .895 | 3.8 | 1.2 | 1.0 | 0.0 | 10.5  |

### プレーオフ
| Year   | Team   | GP | GS | MPG  | FG%  | 3P%  | FT%  | RPG | APG | SPG | BPG | PPG  |
| ------ | ------ | -- | -- | ---- | ---- | ---- | ---- | --- | --- | --- | --- | ---- |
| 1978   | LAL    | 3  | –  | 34.7 | .571 | –    | .647 | 8.3 | 3.7 | 1.7 | 1.0 | 17.0 |
| 1979   | LAL    | 8  | –  | 29.5 | .562 | –    | .788 | 4.1 | 1.4 | 0.8 | 0.1 | 17.6 |
| 1984   | UTA    | 11 | –  | 41.3 | .504 | –    | .863 | 7.5 | 4.2 | 0.9 | 0.1 | 32.2 |
| 1985   | UTA    | 10 | 10 | 39.8 | .523 | .000 | .779 | 7.5 | 2.0 | 1.6 | 0.0 | 25.3 |
| 1987   | DET    | 15 | 15 | 33.3 | .539 | –    | .775 | 4.5 | 2.3 | 0.9 | 0.0 | 20.5 |
| 1988   | DET    | 23 | 23 | 35.0 | .524 | .000 | .787 | 4.7 | 2.0 | 0.8 | 0.0 | 19.4 |
| 1991   | MIL    | 3  | 0  | 6.3  | .143 | –    | .750 | 1.3 | 0.0 | 0.0 | 0.0 | 1.7  |
| Career | Career | 73 | 48 | 34.5 | .525 | .000 | .796 | 5.4 | 2.3 | 0.9 | 0.1 | 21.3 |

## メディア出演

### CM
- キヤノン ロサンゼルス五輪公式認定35mmカメラ（1984年）